# باشگاه فوتبال یوونتوس در فصل ۲۳–۲۰۲۲
باشگاه فوتبال یوونتوس که پرافتخارترین تیم فوتبال ایتالیا به شمار می‌آید در فصل ۲۳–۲۰۲۲ صد و بیست و پنجمین سال فعالیت خود را سپری می‌کند. یوونتوس در این فصل برای شانزدهمین بار متوالی در سری آ حضور دارد و در قالب مسابقات کوپا و لیگ قهرمانان اروپا نیز به رقابت به حریفان می‌پردازد. این فصل اولین فصلی است که جورجو کیه‌لینی و پائولو دیبالا به عنوان بازیکنان مطرح یوونتوس در باشگاه تورینی حضور ندارند. البته یوونتوس در پنجره نقل و انتقالاتی امسال بازیکنانی چون پل پوگبا را به خدمت گرفت.

## بازیکنان
| ش.           | بازیکن          | م.                  | پ.           | تاریخ تولد (سن)         | سال ورود     | تیم قبلی            | مبلغ انتقال     | پایان قرارداد |
| دروازه بانان | دروازه بانان    | دروازه بانان        | دروازه بانان | دروازه بانان            | دروازه بانان | دروازه بانان        | دروازه بانان    | دروازه بانان  |
| ------------ | --------------- | ------------------- | ------------ | ----------------------- | ------------ | ------------------- | --------------- | ------------- |
| ۱            | وویچیخ شتزنی    | لهستان              | GK           | ۱۸ آوریل ۱۹۹۰ ‏(۳۵ سال)  | ۲۰۱۷         | آرسنال              | ۱۲ میلیون یورو  | ۲۰۲۴          |
| ۲۳           | کارلو پینسولیو  | ایتالیا             | GK           | ۱۶ مارس ۱۹۹۰ ‏(۳۵ سال)   | ۲۰۱۴         | تیم جوانان          | رایگان          | ۲۰۲۳          |
| ۳۶           | ماتیا پرین      | ایتالیا             | GK           | ۱۰ نوامبر ۱۹۹۲ ‏(۳۲ سال) | ۲۰۱۸         | جنوا                | ۱۲ میلیون یورو  | ۲۰۲۵          |
| مدافعان      |                 |                     |              |                         |              |                     |                 |               |
| ۲            | ماتیا دی‌شیلیو   | ایتالیا             | SB           | ۲۰ اکتبر ۱۹۹۲ ‏(۳۲ سال)  | ۲۰۱۷         | میلان               | ۱۲ میلیون یورو  | ۲۰۲۵          |
| ۳            | گلیسون برمر     | برزیل               | CB           | ۱۸ مارس ۱۹۹۷ ‏(۲۸ سال)   | ۲۰۲۲         | تورینو              |                 |               |
| ۶            | دانیلو          | برزیل               | SB           | ۱۵ ژوئیهٔ ۱۹۹۱ ‏(۳۴ سال)  | ۲۰۱۹         | منچستر سیتی         | ۳۷ میلیون یورو  | ۲۰۲۴          |
| ۱۱           | خوان کوادرادو   | کلمبیا              | WF/SB        | ۲۶ مهٔ ۱۹۸۸ ‏(۳۷ سال)     | ۲۰۱۶         | چلسی                | ۲۵ میلیون یورو  | ۲۰۲۳          |
| ۱۲           | الکس ساندرو     | برزیل               | LB           | ۲۶ ژانویهٔ ۱۹۹۱ ‏(۳۴ سال) | ۲۰۱۵         | پورتو               | ۲۶ میلیون یورو  | ۲۰۲۳          |
| ۱۷           | لوکا پلگرینی    | ایتالیا             | LB           | ۷ مارس ۱۹۹۹ ‏(۲۶ سال)    | ۲۰۱۹         | آ اس رم             | ۲۲ میلیون یورو  | ۲۰۲۵          |
| ۱۹           | لئوناردو بونوچی | ایتالیا             | CB           | ۱ مهٔ ۱۹۸۷ ‏(۳۸ سال)      | ۲۰۱۸         | میلان               | ۳۵ میلیون یورو  | ۲۰۲۴          |
| ۲۴           | دنیله روگانی    | ایتالیا             | CB           | ۲۹ ژوئیهٔ ۱۹۹۴ ‏(۳۱ سال)  | ۲۰۱۵         | امپولی              | ۳٫۵ میلیون یورو | ۲۰۲۳          |
|              | فدریکو گاتی     | ایتالیا             | CB/RB        | ۲۴ ژوئن ۱۹۹۸ ‏(۲۷ سال)   | ۲۰۲۲         | فروزینونه           | ۱۰ میلیون یورو  | ۲۰۲۶          |
| هافبک‌ها      |                 |                     |              |                         |              |                     |                 |               |
| ۵            | آرتور           | برزیل               | CM           | ۱۲ اوت ۱۹۹۶ ‏(۲۸ سال)    | ۲۰۲۰         | بارسلونا            | ۷۲ میلیون یورو  | ۲۰۲۵          |
| ۱۰           | پل پوگبا        | فرانسه              | CM/AM        | ۱۵ مارس ۱۹۹۳ ‏(۳۲ سال)   | ۲۰۲۲         | منچستر یونایتد      | رایگان          | ۲۰۲۶          |
| ۱۴           | وستن مک‌کنی      | ایالات متحده آمریکا | CM           | ۲۸ اوت ۱۹۹۸ ‏(۲۶ سال)    | ۲۰۲۰         | شالکه ۰۴            | ۲۲ میلیون یورو  | ۲۰۲۵          |
| ۸            | ارون رمزی       | ولز                 | CM/AM        | ۲۶ دسامبر ۱۹۹۰ ‏(۳۴ سال) | ۲۰۱۹         | آرسنال              | رایگان          | ۲۰۲۳          |
| ۲۵           | آدرین رابیو     | فرانسه              | CM           | ۳ آوریل ۱۹۹۵ ‏(۳۰ سال)   | ۲۰۱۹         | پاری سن ژرمن        | رایگان          | ۲۰۲۳          |
| ۲۷           | مانوئل لوکاتلی  | ایتالیا             | CM           | ۸ ژانویهٔ ۱۹۹۸ ‏(۲۷ سال)  | ۲۰۲۱         | ساسولو (قرضی)       | رایگان          | ۲۰۲۳          |
| ۲۸           | دنیس زکریا      | سوئیس               | CM           | ۲۰ نوامبر ۱۹۹۶ ‏(۲۸ سال) | ۲۰۲۲         | بروسیا مونشن‌گلادباخ | ۴٫۵ میلیون یورو | ۲۰۲۶          |
| مهاجمان      |                 |                     |              |                         |              |                     |                 |               |
| ۷            | فدریکو کیه‌زا    | ایتالیا             | AM/FW        | ۲۵ اکتبر ۱۹۹۷ ‏(۲۷ سال)  | ۲۰۲۰         | فیورنتینا           | ۵۰ میلیون یورو  | ۲۰۲۵          |
| ۹            | دوشان ولاهوویچ  | صربستان             | CF           | ۲۸ ژانویهٔ ۲۰۰۰ ‏(۲۵ سال) | ۲۰۲۲         | فیورنتینا           | ۷۰ میلیون یورو  | ۲۰۲۶          |
| ۱۸           | مویزه کین       | ایتالیا             | CF           | ۲۸ فوریهٔ ۲۰۰۰ ‏(۲۵ سال)  | ۲۰۲۱         | اورتون (قرضی)       | ۷ میلیون یورو   | ۲۰۲۳          |
| ۲۱           | کایو خورخه      | برزیل               | CF           | ۲۴ ژانویهٔ ۲۰۰۲ ‏(۲۳ سال) | ۲۰۲۱         | سانتوس              | ۱٫۵ میلیون یورو | ۲۰۲۶          |
| ۲۲           | آنخل دی ماریا   | آرژانتین            | RW/AMF       | ۱۴ فوریهٔ ۱۹۸۸ ‏(۳۷ سال)  | ۲۰۲۲         | پاری سن ژرمن        | رایگان          | ۲۰۲۳          |

- منبع: وبگاه رسمی باشگاه یوونتوس

## نقل و انتقالات

#### ورودی
| تاریخ         | پست | بازیکن        | سن | انتقال از      | هزینه          | یادداشت             | منبع   |
| ------------- | --- | ------------- | -- | -------------- | -------------- | ------------------- | ------ |
| ۱ ژوئیه ۲۰۲۲  | DF  | فدریکو گاتی   | ۲۴ | فروزینونه      | ب.ن            | بازگشت از قرض       | [ ۲۳ ] |
| ۸ ژوئیه ۲۰۲۲  | FW  | آنخل دی ماریا | ۳۴ | پاری سن-ژرمن   | رایگان         | بازیکن آزاد         | [ ۲۴ ] |
| ۱۱ ژوئیه ۲۰۲۲ | MF  | پل پوگبا      | ۲۹ | منچستر یونایتد | رایگان         | بازیکن آزاد         | [ ۲۵ ] |
| ۲۰ ژوئیه ۲۰۲۲ | DF  | گلیسون برمر   | ۲۵ | تورینو         | ۴۱ میلیون یورو | ۸ میلیون یورو پاداش | [ ۲۶ ] |

#### خروجی
| تاریخ         | پست | بازیکن           | سن | انتقال به      | هزینه          | یادداشت              | منبع   |
| ------------- | --- | ---------------- | -- | -------------- | -------------- | -------------------- | ------ |
| ۱۳ ژوئن ۲۰۲۲  | DF  | جورجو کیه‌لینی    | ۳۷ | لس آنجلس گلکسی | رایگان         | پایان قرارداد        | [ ۲۷ ] |
| ۱ ژوئیه ۲۰۲۲  | FW  | آلوارو موراتا    | ۲۹ | اتلتیکو مادرید | رایگان         | پایان قرض            | [ ۲۸ ] |
| ۱۵ ژوئیه ۲۰۲۲ | MF  | فدریکو برناردسکی | ۲۸ | تورنتو         | رایگان         | پایان قرارداد        | [ ۲۹ ] |
| ۱۹ ژوئیه ۲۰۲۲ | DF  | ماتیس دی لیخت    | ۲۲ | بایرن مونیخ    | ۶۷ میلیون یورو | ۱۰ میلیون یورو متغیر | [ ۳۰ ] |
| ۲۰ ژوئیه ۲۰۲۲ | FW  | پائولو دیبالا    | ۲۸ | آاس رم         | رایگان         | پایان قرارداد        | [ ۳۱ ] |

#### سایر خریدها
| تاریخ         | پست | بازیکن          | سن | انتقال از   | هزینه           | یادداشت                             | منبع   |
| ------------- | --- | --------------- | -- | ----------- | --------------- | ----------------------------------- | ------ |
| ۱ ژوئیه ۲۰۲۲  | FW  | فدریکو کیه‌زا    | ۲۴ | فیورنتینا   | ۴۰ میلیون یورو  | پاداش ۷،۴ میلیون یورویی به صورت وام | [ ۳۲ ] |
| ۱۲ ژوئیه ۲۰۲۲ | MF  | کنان یلدیز      | ۱۷ | بایرن مونیخ | رایگان          | خریداری شده برای یوونتوس زیر ۱۹ سال | [ ۳۳ ] |
| ۱۲ ژوئیه ۲۰۲۲ | FW  | ایوانو سردوک    | ۱۷ | ریجکا       | رایگان          | خریداری شده برای یوونتوس زیر ۱۹ سال | [ ۳۳ ] |
| ۱۴ ژوئیه ۲۰۲۲ | DF  | آندریا کامبیاسو | ۲۲ | جنوآ        | ۸،۵ میلیون یورو | متغیر های ۳ میلیون یورویی           | [ ۳۴ ] |

#### سایر خروجی‌ها
| تاریخ         | پست | بازیکن                | سن | انتقال به        | هزینه           | یادداشت                                                                                        | منبع   |
| ------------- | --- | --------------------- | -- | ---------------- | --------------- | ---------------------------------------------------------------------------------------------- | ------ |
| ۱۱ مه ۲۰۲۲    | MF  | مانوئل پیزانو         | ۱۶ | بایرن مونیخ      | رایگان          | پایان قرارداد                                                                                  | [ ۳۵ ] |
| ۱۷ ژوئن ۲۰۲۲  | DF  | مریح دمیرال           | ۲۴ | آتالانتا         | ۲۰ میلیون یورو  | پاداش ۲،۵ میلیون یورویی به صورت وام و قسط                                                      | [ ۳۶ ] |
| ۱۸ ژوئن ۲۰۲۲  | DF  | اروین اومیچ           | ۱۹ | ولفسبرگر         | رایگان          | فسخ قرارداد                                                                                    | [ ۳۷ ] |
| ۲۰ ژوئن ۲۰۲۲  | DF  | پییترو برواتو         | ۲۳ | پیزا             | ۲،۱ میلیون یورو | بند خرید                                                                                       | [ ۳۸ ] |
| ۲۳ ژوئن ۲۰۲۲  | DF  | ریکاردو کاپلینی       | ۲۲ | بنونتو           | فاش نشده        |                                                                                                | [ ۳۹ ] |
| ۲۷ ژوئن ۲۰۲۲  | DF  | جانلوکا فرابوتا       | ۲۳ | لچه              | ب.ن             | به صورت قرضی تا ژوئن ۲۰۲۳ با بند خرید                                                          | [ ۴۰ ] |
| ۳۰ ژوئن ۲۰۲۲  | DF  | آلساندرو دی پرادو     | ۲۲ | کالیاری          | ب.ن             | به صورت قرضی تا ژوئن ۲۰۲۳ با بند خرید                                                          | [ ۴۱ ] |
| ۱ ژوئیه ۲۰۲۲  | DF  | فیلیپو دلی کاری       | ۲۳ | کومو             | رایگان          | پایان قرارداد                                                                                  | [ ۴۲ ] |
| ۱ ژوئیه ۲۰۲۲  | MF  | مارتین پالمبو         | ۲۰ | اودینزه          | رایگان          | پایان قرض                                                                                      | [ ۴۳ ] |
| ۱ ژوئیه ۲۰۲۲  | FW  | آنخل چیبوزو           | ۱۹ | آمیان            | ب.ن             | به صورت قرضی تا ژوئن ۲۰۲۳ با بند خرید ۱ میلیون یورویی                                          | [ ۴۴ ] |
| ۴ ژوئیه ۲۰۲۲  | MF  | رولاندو ماندراگورا    | ۲۵ | فیورنتینا        | ۸،۲ میلیون یورو | به علاوه متغیر ۱ میلیون یورویی                                                                 | [ ۴۵ ] |
| ۴ ژوئیه ۲۰۲۲  | FW  | لوکا زانیماکیا        | ۲۳ | کرمونزه          | رایگان          | به صورت قرضی تا ژوئن ۲۰۲۳ با بند خرید ۳ میلیون یورویی                                          | [ ۴۶ ] |
| ۵ ژوئیه ۲۰۲۲  | GK  | فرانکو اسرائیل        | ۲۲ | اسپورتینگ        | ۱ میلیون یورو   |                                                                                                | [ ۴۷ ] |
| ۵ ژوئیه ۲۰۲۲  | MF  | کریستیان شکولاراک     | ۱۸ | فولام            | رایگان          | فسخ قرارداد                                                                                    | [ ۴۸ ] |
| ۵ ژوئیه ۲۰۲۲  | FW  | جاکومو وریونی         | ۲۳ | نیوانگلند رولوشن | ۳،۸ میلیون یورو |                                                                                                | [ ۴۹ ] |
| ۶ ژوئیه ۲۰۲۲  | FW  | کریستوفر لونگویی      | ۲۲ | آسکولی           | ب.ن             | به صورت قرضی تا ژوئن ۲۰۲۳                                                                      | [ ۵۰ ] |
| ۷ ژوئیه ۲۰۲۲  | GK  | ماتیا دل فاورو        | ۲۴ | پاتریا           | ب.ن             | به صورت قرضی تا ژوئن ۲۰۲۳                                                                      | [ ۵۱ ] |
| ۸ ژوئیه ۲۰۲۲  | DF  | آلبیان حیدری          | ۱۹ | لوگانو           | ب.ن             | به صورت قرضی تا ژوئن ۲۰۲۳                                                                      | [ ۵۲ ] |
| ۱۰ ژوئیه ۲۰۲۲ | DF  | کونی دی وینتر         | ۲۰ | امپولی           | ب.ن             | به صورت قرضی تا ژوئن ۲۰۲۳                                                                      | [ ۵۳ ] |
| ۱۲ ژوئیه ۲۰۲۲ | MF  | لوکا کلمنسا           | ۲۵ | دلفینو پسکارا    | رایگان          | باز خرید پس از قرض                                                                             | [ ۵۴ ] |
| ۱۲ ژوئیه ۲۰۲۲ | MF  | هانس نیکولوسی کاویلیا | ۲۲ | سودتیرول         | ب.ن             | به صورت قرضی تا ژوئن ۲۰۲۳                                                                      | [ ۵۵ ] |
| ۱۳ ژوئیه ۲۰۲۲ | GK  | استفانو گوری          | ۲۶ | پروجا            | ب.ن             | به صورت قرضی تا ژوئن ۲۰۲۳                                                                      | [ ۵۶ ] |
| ۱۴ ژوئیه ۲۰۲۲ | MF  | دیوید دی مارینو       | ۲۰ | دلفینو پسکارا    | ب.ن             | به صورت قرضی تا ژوئن ۲۰۲۳                                                                      | [ ۵۷ ] |
| ۱۴ ژوئیه ۲۰۲۲ | DF  | رادو دراگوشین         | ۲۰ | جنوآ             | ۵،۵ میلیون یورو | به صورت قرضی تا ژوئن ۲۰۲۳ با امکان خرید دائمی. متغیر های ۵،۵ میلیون یورویی + ۱،۸ میلیون یورویی | [ ۵۸ ] |
| ۱۵ ژوئیه ۲۰۲۲ | DF  | آندریا کامبیاسو       | ۲۲ | بولونیا          | ب.ن             | به صورت قرضی تا ژوئن ۲۰۲۳                                                                      | [ ۵۹ ] |
| ۱۵ ژوئیه ۲۰۲۲ | MF  | جوئل ریبیرو           | ۱۹ | لوگانو           | فاش نشده        |                                                                                                | [ ۶۰ ] |
| ۱۷ ژوئیه ۲۰۲۲ | FW  | ماتئو برونوری         | ۲۷ | پالرمو           | ۲،۵ میلیون یورو | متغیر های ۱،۵ میلیون یورویی                                                                    | [ ۶۱ ] |
| ۱۹ ژوئیه ۲۰۲۲ | DF  | نیکیتا ولانسکو        | ۲۱ | ریجکا            | فاش نشده        |                                                                                                | [ ۶۲ ] |
| ۱۹ ژوئیه ۲۰۲۲ | MF  | جوزپه لئونه           | ۲۱ | روبور سیه‌نا      | رایگان          | فسخ قرارداد                                                                                    |        |

## گروه فنی

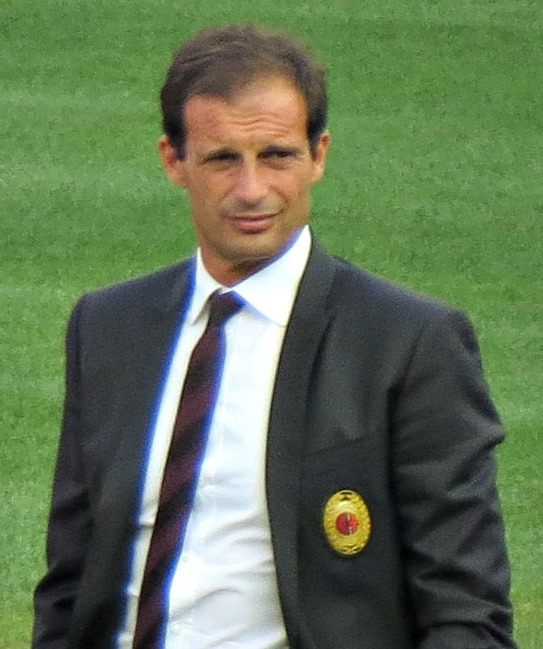
ماسیمیلیانو آلگری سرمربی فعلی باشگاه

| جایگاه               | کشور    | نام                |
| -------------------- | ------- | ------------------ |
| سرمربی               | ایتالیا | ماسیمیلیانو آلگری  |
| کمک مربی             | ایتالیا | مارکو لاندوچی      |
| مسئول فنی            | ایتالیا | آلدو دولچتی        |
| مسئول فنی            | ایتالیا | مائوریتزیو ترومبتا |
| رئیس آمادگی ورزشی    | ایتالیا | سیمونه فلوتی       |
| همکار مربی ورزشی     | ایتالیا | آندره‌آ پرتوسیو     |
| همکار مربی ورزشی     | ایتالیا | انریکو مافی        |
| همکار مربی ورزشی     | ایتالیا | فرانسیس لوسیا      |
| رئیس علم قدرت و ورزش | ایتالیا | دوچیو فراری براوو  |
| همکار علوم ورزشی     | ایتالیا | آنتونیو گوالتیری   |
| مربی دروازه‌بانان     | ایتالیا | کلودیو فیلیپی      |
| کمک مربی دروازه‌بانان | ایتالیا | توماس اورسینی      |

| جایگاه              | کشور    | نام               |
| ------------------- | ------- | ----------------- |
| مدیر آنالیز مسابقات | ایتالیا | ریکاردو شیره‌آ     |
| همکار تجزیه و تحلیل | ایتالیا | جوزف مایوری       |
| همکار تجزیه و تحلیل | ایتالیا | دومنیکو ورنامونته |

منبع:

## بازی‌های دوستانه
برد       تساوی       باخت       برنامه‌ریزی شده

### پیش‌فصل
| ۲۲ ژوئیه ۲۰۲۲ تور قهرمانان فوتبال | یوونتوس                       | ۲–۰   | گوادالاخارا | لاس وگاس                |
| ۲۰:۰۰ (یوتی‌سی ۷:۰۰-)              | داگراکا ۱۰' · کامپاگنون ۸۰' · | گزارش |             | ورزشگاه: ورزشگاه الیجنت |

| ۲۶ ژوئیه ۲۰۲۲ تور قهرمانان فوتبال | بارسلونا | v | یوونتوس | دالاس                     |
| ۱۹:۳۰ (یوتی‌سی ۵:۰۰-)              |          |   |         | ورزشگاه: ورزشگاه کاتن بول |

| ۳۰ ژوئیه ۲۰۲۲ تور قهرمانان فوتبال | رئال مادرید | v | یوونتوس | لس آنجلس                |
| ۱۷:۳۰ (یوتی‌سی ۷:۰۰-)              |             |   |         | ورزشگاه: ورزشگاه رز بول |

| ۷ اوت ۲۰۲۲ دوستانه   | یوونتوس | v | اتلتیکو مادرید | تل‌آویو                    |
| ۲۱:۴۵ (یوتی‌سی ۳:۰۰+) |         |   |                | ورزشگاه: ورزشگاه بلومفیلد |

## مسابقات

### بررسی اجمالی
| رقابت              | اولین بازی        | آخرین بازی | شروع دور   | آمار | آمار | آمار | آمار | آمار | آمار | آمار | آمار  |
| رقابت              | اولین بازی        | آخرین بازی | شروع دور   | بازی | ب    | ت    | ش    | گ‌ز   | گ‌خ   | ت‌گ   | % برد |
| ------------------ | ----------------- | ---------- | ---------- | ---- | ---- | ---- | ---- | ---- | ---- | ---- | ----- |
| سری آ              | ۱۵ اوت ۲۰۲۲       | ژوئن ۲۰۲۳  | هفته اول   | ۰    | ۰    | ۰    | ۰    | ۰    | ۰    | ۰+   | —     |
| کوپا ایتالیا       | ۱۱–۱۸ ژانویه ۲۰۲۳ | TBD        | یک سی‌و دوم | ۰    | ۰    | ۰    | ۰    | ۰    | ۰    | ۰+   | —     |
| لیگ قهرمانان اروپا | ۶–۷ سپتامبر ۲۰۲۲  | TBD        | دور گروهی  | ۰    | ۰    | ۰    | ۰    | ۰    | ۰    | ۰+   | —     |
| مجموع              | مجموع             | مجموع      | مجموع      | ۰    | ۰    | ۰    | ۰    | ۰    | ۰    | ۰+   | —     |

آخرین به‌روزرسانی در: اوت 2022

منبع: رقابت‌ها

### سری آ

#### جدول رده بندی
| رتبه | تیم       | بازی | برد | مساوی | باخت | گل زده | گل خورده | گل تفاضل | امتیاز |
| ---- | --------- | ---- | --- | ----- | ---- | ------ | -------- | -------- | ------ |
| ۸    | تورینو    | ۱۹   | ۷   | ۵     | ۷    | ۱۹     | ۲۰       | ۱−       | ۲۶     |
| ۹    | فیورنتینا | ۱۹   | ۶   | ۵     | ۸    | ۲۱     | ۲۵       | ۴−       | ۲۳     |
| ۱۰   | یوونتوس   | ۱۸   | ۱۱  | ۴     | ۳    | ۲۷     | ۱۲       | ۱۵+      | ۲۲     |
| ۱۱   | بولونیا   | ۱۸   | ۶   | ۴     | ۸    | ۲۳     | ۲۹       | ۶−       | ۲۲     |
| ۱۲   | امپولی    | ۱۸   | ۵   | ۷     | ۶    | ۱۶     | ۲۲       | ۶−       | ۲۲     |

1. ↑  Juventus were deducted fifteen points as punishment for capital gain violations. The decision is subject to appeal.[۶۴]

#### خلاصه نتایج
| مجموع | مجموع  | مجموع | مجموع | مجموع | مجموع | مجموع | مجموع | خانه | خانه | خانه | خانه | خانه | خانه | مهمان | مهمان | مهمان | مهمان | مهمان | مهمان |
| بازی  | امتیاز | پ     | ت     | ش     | گ‌ز    | گ‌خ    | ت‌گ    | پ    | ت    | ش    | گ‌ز   | گ‌خ   | ت‌گ   | پ     | ت     | ش     | گ‌ز    | گ‌خ    | ت‌گ    |
| ----- | ------ | ----- | ----- | ----- | ----- | ----- | ----- | ---- | ---- | ---- | ---- | ---- | ---- | ----- | ----- | ----- | ----- | ----- | ----- |
| ۰     | ۰      | ۰     | ۰     | ۰     | ۰     | ۰     | ۰     | ۰    | ۰    | ۰    | ۰    | ۰    | ۰    | ۰     | ۰     | ۰     | ۰     | ۰     | ۰     |

آخرین بروزرسانی: اوت ۲۰۲۲

منبع: 

پ = پیروزی؛ ت = تساوی؛ ش = شکست؛ گ‌ز = گل زده؛ گ‌خ = گل خورده؛ ت‌گ = تفاضل گل

#### روند هفته به هفته
| هفته    | ۱ | ۲ | ۳ | ۴ | ۵ | ۶ | ۷ | ۸ | ۹ | ۱۰ | ۱۱ | ۱۲ | ۱۳ | ۱۴ | ۱۵ | ۱۶ | ۱۷ | ۱۸ | ۱۹ | ۲۰ | ۲۱ | ۲۲ | ۲۳ | ۲۴ | ۲۵ | ۲۶ | ۲۷ | ۲۸ | ۲۹ | ۳۰ | ۳۱ | ۳۲ | ۳۳ | ۳۴ | ۳۵ | ۳۶ | ۳۷ | ۳۸ |
| ------- | - | - | - | - | - | - | - | - | - | -- | -- | -- | -- | -- | -- | -- | -- | -- | -- | -- | -- | -- | -- | -- | -- | -- | -- | -- | -- | -- | -- | -- | -- | -- | -- | -- | -- | -- |
| ورزشگاه | خ | ب | خ | خ | ب | خ | ب | خ | ب | ب  | خ  | ب  | خ  | ب  | خ  | ب  | خ  | ب  | خ  | خ  | ب  | خ  | ب  | خ  | ب  | خ  | ب  | خ  | ب  | ب  | خ  | ب  | خ  | ب  | خ  | ب  | خ  | ب  |
| نتیجه   |   |   |   |   |   |   |   |   |   |    |    |    |    |    |    |    |    |    |    |    |    |    |    |    |    |    |    |    |    |    |    |    |    |    |    |    |    |    |
| جایگاه  |   |   |   |   |   |   |   |   |   |    |    |    |    |    |    |    |    |    |    |    |    |    |    |    |    |    |    |    |    |    |    |    |    |    |    |    |    |    |

زمین: ب = بیرون از خانه، خ = داخل خانه. دست‌آورد: پ = پیروزی، ش = شکست، م = مساوی، ع = به تعویق افتاده.

#### جزئیات بازی‌ها
مسابقات در ۲۴ ژوئن ۲۰۲۲ برنامه ریزی شد.
| ۱۵ اوت ۲۰۲۲ ۱                                   | یوونتوس | v     | ساسوئولو | تورین                    |
| ۲۰:۴۵ ساعت تابستانی اروپای مرکزی (یوتی‌سی ۲:۰۰+) |         | گزارش |          | ورزشگاه: ورزشگاه یوونتوس |

| ۲۲ اوت ۲۰۲۲ ۲                                   | سمپدوریا | v     | یوونتوس | جنوآ                          |
| ۲۰:۴۵ ساعت تابستانی اروپای مرکزی (یوتی‌سی ۲:۰۰+) |          | گزارش |         | ورزشگاه: ورزشگاه لوئیجی فراری |

### جام حذفی
| ۱۱–۱۸ ژانویه ۲۰۲۲ یک شانزدهم           | یوونتوس | v | برنده مسابقه ۲۴ | تورین                    |
| --:-- زمان اروپای مرکزی (یوتی‌سی ۱:۰۰+) |         |   |                 | ورزشگاه: ورزشگاه یوونتوس |

### لیگ قهرمانان اروپا

#### مرحله گروهی
| ۶–۷ سپتامبر ۲۰۲۲ ۱ |  | v |  |  |

| ۱۳–۱۴ سپتامبر ۲۰۲۲ ۲ |  | v |  |  |

| ۴–۵ اکتبر ۲۰۲۲ ۳ |  | v |  |  |

| ۱۱–۱۲ اکتبر ۲۰۲۲ ۴ |  | v |  |  |

| ۲۵–۲۶ اکتبر ۲۰۲۲ ۵ |  | v |  |  |

| ۱–۲ نوامبر ۲۰۲۲ ۶ |  | v |  |  |